# Lazer Team
Lazer Team ist eine US-amerikanische Science-Fiction-Filmkomödie aus dem Jahr 2015 von Matt Hullum, der auch für die Produktion zuständig war. Burnie Burns war für das Drehbuch und für die Produktion zuständig und ist außerdem in einer der Hauptrollen zu sehen.

## Handlung
Der erfolglose Sheriff einer kleinen Ortschaft, Anthony Hagan, muss aufgrund nächtlicher Ruhestörung einem Haus einen Besuch abstatten. Die jungen Erwachsenen machen eine lautstarke Poolparty und der alkoholisierte Zach Spencer ist dabei der Strippenzieher. Da dieser sich noch an die Tochter Hagans, Mindy, ranmacht, tasert Hagan ihn und will ihn nach Hause fahren. Auf dem Weg bemerken die beiden, wie illegal Feuerwerkskörper abgeschossen werden. Täter sind die ebenfalls betrunkenen Woody Johnson und Herman Mendoza. Nach einer heftigen Diskussion zwischen Ordnungshüter und Kriminellen feuern diese eine weitere Rakete ab. Diese trifft ein UFO.
Die vier untersuchen das getroffene unbekannte Flugobjekt. Als es sich öffnet, finden sie eine außerirdische, hochentwickelte Kampfausrüstung. Der starrsinnige Zack zieht sich einen der Handschuhe über, der einen mächtigen Laserstrahl abfeuern kann. Herman kleidet sich mit den Schuhen, die seine Gehbehinderung annullieren und ihn übermenschlich schnell laufen lassen. Der leicht dümmliche Woody setzt sich den Helm auf, dank dessen Hilfe er einen höheren IQ erreicht und sich eine hohe Auffassungsgabe aneignet. Das stets geschlossene Visier ermöglicht ihn das Nutzen verschiedener Blicke sowie eine Art Computer. Den anderen Handschuh nimmt sich Hagan. Dadurch ist er in der Lage, ein Schild zu aktivieren, dass durch keine irdische Waffe durchdrungen werden kann.
Allerdings waren die Waffen für den sogenannten Champion der Erde, Adam, gedacht, der mit der Hilfe der Waffen einen Zweikampf gegen ein außerirdisches, humanoides Monster, dem Worg, gewinnen sollte, der bei einer Niederlage der Untergang der Welt bedeuten sollte. Deswegen beschließt Colonel Emory, die Vier von Adam trainieren zu lassen, damit sie seinen Platz einnehmen können. Die Ausrüstung lässt sich nämlich nicht mehr entfernen. Zach tauft die Vier als Lazer Team (weil er in der Lage ist, einen Laser abzufeuern) und sorgt über Facebook über erste Gerüchte über Aliens.
Da sich das Lazer Team im Training ziemlich schlecht anstellt und durch jede Trainingseinheit durchfällt, beschließt das Militär, die Ausrüstung medizinisch durch Amputationen zu entfernen. Gleichzeitig schickt der außerirdische Worg eine Sonde auf die Erde, die eine Technologie beinhaltet, die Kontrolle über Menschen zu übernehmen. Eine Patrouille des Militärs gerät schon bald unter Kontrolle und soll auf dessen Befehl das Lazer Team vorab ausschalten. Das Team schafft es unbeschadet aus der Basis zu entfliehen und sucht Unterschlupf im Haus der Ex-Frau von Hagan. Währenddessen gerät Mindy unter Kontrolle des Worgs und ködert Zach, um auch das restliche Team lokalisieren zu können. Schon bald kommt es zum Konflikt zwischen dem Lazer Team und der abtrünnig gewordenen Militärs. Eher zufällig schafft es das Lazer Team, diese Konfrontation zu gewinnen. Über die weitere Vorgehensweise ist sich das Lazer Team allerdings uneins: Hagan will sich als Champion um das Schicksal der Erde duellieren, vor allem Herman ist die Menschheit egal. Es stellt sich heraus, dass Hagan und Herman einst zusammen in einem Football-Team zusammen spielten und Herman aufgrund eines Fehlers von Hagan sich seine Beine kaputt machte.
Hagan fährt alleine zum Stadion, wo das Duell stattfinden soll. Der Rest des Lazer Teams kommt ebenfalls zur Vernunft und schafft es Dank Adam, der dem Team einst feindselig gesinnt war, auch in das Stadion zu gelangen. Nun erscheint der Worg im Stadion, der ebenfalls über die gleiche Ausrüstung verfügt. Adam fungiert als Coach und fordert Bestleistungen. Im Kampfgeschehen offenbart sich, dass die Aliens, die damals im UFO die Ausrüstung schickten, genauso auf mehreren Planeten vorgingen und es eine galaktische Liga gibt, also dass der Gewinner sich immer wieder duellieren muss, bis es nur noch einen Planeten gibt. Um den Zweikampf schnell zu entscheiden, will der Worg den stärksten Angriff der Ausrüstung, den Strahl der dunklen Materie, einsetzen. Da das Lazer Team nicht weiß, wie sie diesen Angriff einsetzen können, opfert sich Adam, damit Woody den Angriff des Worg analysieren kann. Nun feuern beide Seiten den Strahl der dunklen Materie ab. Aufgrund der daraus resultierenden Schockwelle wird das Lazer Team aus der Arena geworfen und entkommt so dem schwarzen Loch, dass den Worg und alle als Zuschauer anwesenden Aliens aufsaugt und verschlingt. Das Lazer Team wird daraufhin als Helden gefeiert.

## Hintergrund

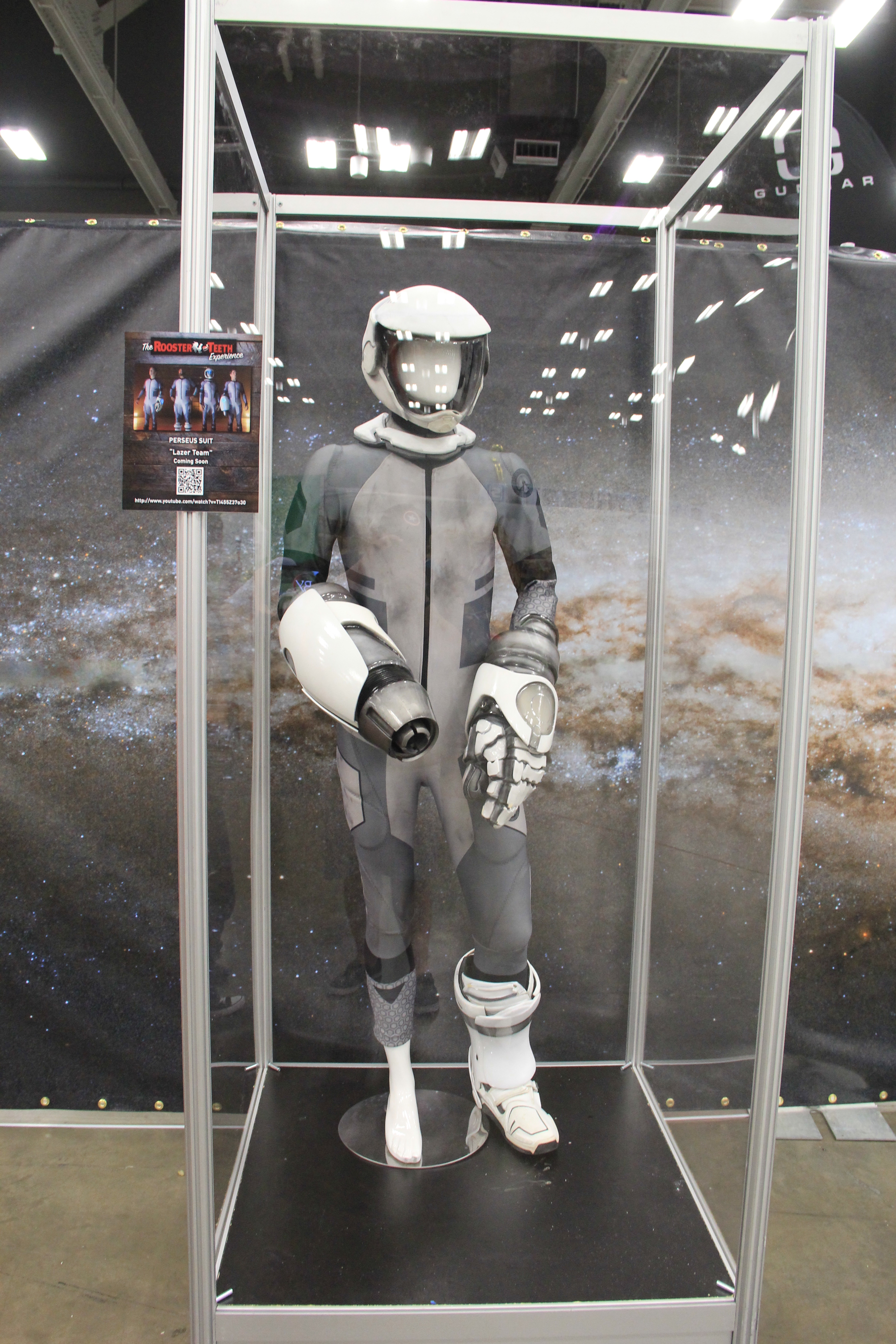
Der Lazer Team Anzug

Gedreht wurde der Film in den Spiderwood Studios in Austin, Texas. Der Film wurde am 24. September 2015 auf dem Fantastic Fest in den USA uraufgeführt. Am 16. Oktober 2015 folgte die Premiere auf dem Toronto After Dark Film Festival in Kanada. In Deutschland erschien der Film am 14. April 2017 im Filmverleih und feierte am 18. April 2017 seine Erstausstrahlung auf Tele 5.
2017 erschien mit Lazer Team 2 eine Fortsetzung.

## Kritik
„[...] Sich betont flippig gebender, dabei extrem einfallsarmer Science-Fiction-Genrefilm, entstanden als Crowdfunding-Projekt einer vornehmlich fürs Internet produzierenden Web-Firma, die von Fans gespendetes Geld nutzen, um im Trash-Kinosegment zu reüssieren.“

Cinema urteilte, der Pennälerhumor trifft selten ins Schwarze und resümierte, „Spaßkanonen sind hier nicht am Werk!“
Dem Film wird ein teilweise gelungener Humor und Wortwitz attestiert, kann aber nicht über die volle Dauer des Filmes überzeugen und verliert sich in klischeehaften Weltraumgags.